# Подолье (Тернопольский район)
Подолье (укр. Поділля) — село в Скалатской городской общине Тернопольского района Тернопольской области Украины.
До 2020 года входило в Подволочисский район.
Население села в 2014 году составляло 468 человек. Население по переписи 2001 года составляло 499 человек. Почтовый индекс — 47860. Телефонный код — 3543.